# Demetri d'Ilium
Demetri d'Ilion o Demetri d'Ilium (en llatí Demetrius, en grec antic Δημητριος) fou un historiador grec natural d'Ílium o Ílion, autor d'una història de Troia a la qual es refereixen Eustaci d'Epifania (ad Hom. Od. 11. p. 452) i Eudòxia.